# Сан-Педру-и-Сантьягу
Сан-Пе́дру-и-Сантья́гу (порт. São Pedro e Santiago)  —  район (фрегезия) в Португалии,  входит в округ Лиссабон. Является составной частью муниципалитета Торриш-Ведраш. По старому административному делению входил в провинцию Эштремадура. Входит в экономико-статистический  субрегион Оэште, который входит в Центральный регион. Население составляет 17 548 человек на 2001 год. Занимает площадь 29,25 км².